# 萧元简
蕭元簡（？—519年），字煕遠，梁武帝萧衍四弟衡陽王萧暢的世子。衡陽孝王。
天监3年（504年），嗣衡陽郡王，任中書郎，出为会稽郡太守，以鍾嶸為記室，並結識何胤、虞荔。13年（514年），入朝为給事黄門侍郎，之后赴任持節、都督广交越三州諸軍事、平越中郎将、广州刺史。召還为太子中庶子，转任使持節、都督郢司霍三州諸軍事、信武将軍、郢州刺史。18年（519年）1月，在郢州去世，谥号孝。
子蕭俊（蕭献）後嗣爵。

## 延伸阅读
[在维基数据编辑]
 《梁書/卷23》，出自姚思廉《梁書》

## 资料来源
- 《梁書》卷23 列传第17
- 《南史》卷51 列传第41